# San Clemente (Philippines)
Pour les articles homonymes, voir San Clemente.
San Clemente est une localité de la province de Tarlac, aux Philippines. En 2015, elle compte 12 657 habitants.